# Campionati italiani di ciclismo su strada 2020 - Cronometro maschile Elite
La cronometro maschile Elite dei Campionati italiani di ciclismo su strada 2020, ventiseiesima edizione della corsa, si svolse il 21 agosto 2020 su un percorso di 38,8 km, con partenza da Bassano del Grappa e arrivo a Cittadella. La vittoria fu appannaggio di Filippo Ganna, che completò il percorso in 45'00", alla media di 51,733 km/h, precedendo il Alessandro De Marchi e Edoardo Affini.
Sul traguardo di Cittadella 18 ciclisti, su 19 partiti da Bassano del Grappa, portarono a termine la competizione.

## Ordine d'arrivo (Top 10)
| Pos. | Corridore            | Squadra            | Tempo   |
| ---- | -------------------- | ------------------ | ------- |
| 1    | Filippo Ganna        | Ineos Grenadiers   | 45'00"  |
| 2    | Alessandro De Marchi | CCC Team           | a 50"   |
| 3    | Edoardo Affini       | Mitchelton         | a 1'31" |
| 4    | Manuele Boaro        | Astana             | a 2'11" |
| 5    | Matteo Sobrero       | NTT                | a 2'18" |
| 6    | Riccardo Lucca       | General Store      | a 3'47" |
| 7    | Simone Bevilacqua    | Vini Zabù KTM      | a 3'57" |
| 8    | Simone Ravanelli     | Androni Giocattoli | a 4'35" |
| 9    | Marco Frapporti      | Vini Zabù KTM      | a 4'49" |
| 10   | Luca Taschin         | Team Sestese       | a 4'59" |